# دانیل اسیخا
دانیل اِسیخا (اسپانیایی: Daniel Écija‎؛ زادهٔ ۱۷ ژوئن ۱۹۶۳) تهیه‌کننده تلویزیونی، فیلم‌نامه‌نویس و کارگردان تلویزیونی استرالیایی-اسپانیایی است.
از فیلم‌ها یا مجموعه‌های تلویزیونی که وی در آن‌ها نقش داشته‌است، می‌توان به پیشنهاد سرآشپز، سانحه، خانواده سرانو، مانع، پزشک خانوادگی، اس‌ام‌اس: بی‌واهمه از رؤیا، یک گام به پیش، ۷ زندگی، مردان پاکو، مدرسه شبانه‌روزی، کشتی، می‌خواهمت، عقاب سرخ و رو در رو اشاره نمود.